# J-80 (typ jachtu)
J-80 – typ dwumasztowych jachtów pełnomorskich z poszyciem stalowym, z ożaglowaniem typu jol, zaprojektowanym ok. 1964 r. przez inż. Henryka Kujawę i Józefa Szymańdę.

## Charakterystyka
Założenia konstrukcyjne typu J-80 opierały się na stalowym kadłubie, integralnym balaście, masztach drewnianych lub metalowych. W 1967 r. zwodowano pierwszą jednostkę z tej serii – Euros. Po doświadczeniach pierwszych dwóch sezonów dokonano kilku poprawek w następnych konstrukcjach, które poprawiły jej dzielność morską. Między innymi powiększono wyporność części rufowej, co poprawiło jej żeglowanie na kursach baksztagowych.
Jachty J-80 są cenione za ich wysoką dzielność w trudnych warunkach, oraz świetne warunki do wypraw w trudne rejony. Dariusz Bogucki zbudował Mestwina na wyprawę na archipelag Svalbard (1970 r.), zaś Freyę (zbudowaną na potrzeby Yacht Klubu Stoczni Gdańskiej) przystosował do wyprawy na Grenlandię.
Zbudowano kilkadziesiąt jachtów tej konstrukcji. Budowała je m.in. stocznia w Płocku (w nieco zmienionej wersji jako typ J-80 Płock).

## Jachty typu J-80

### Alf

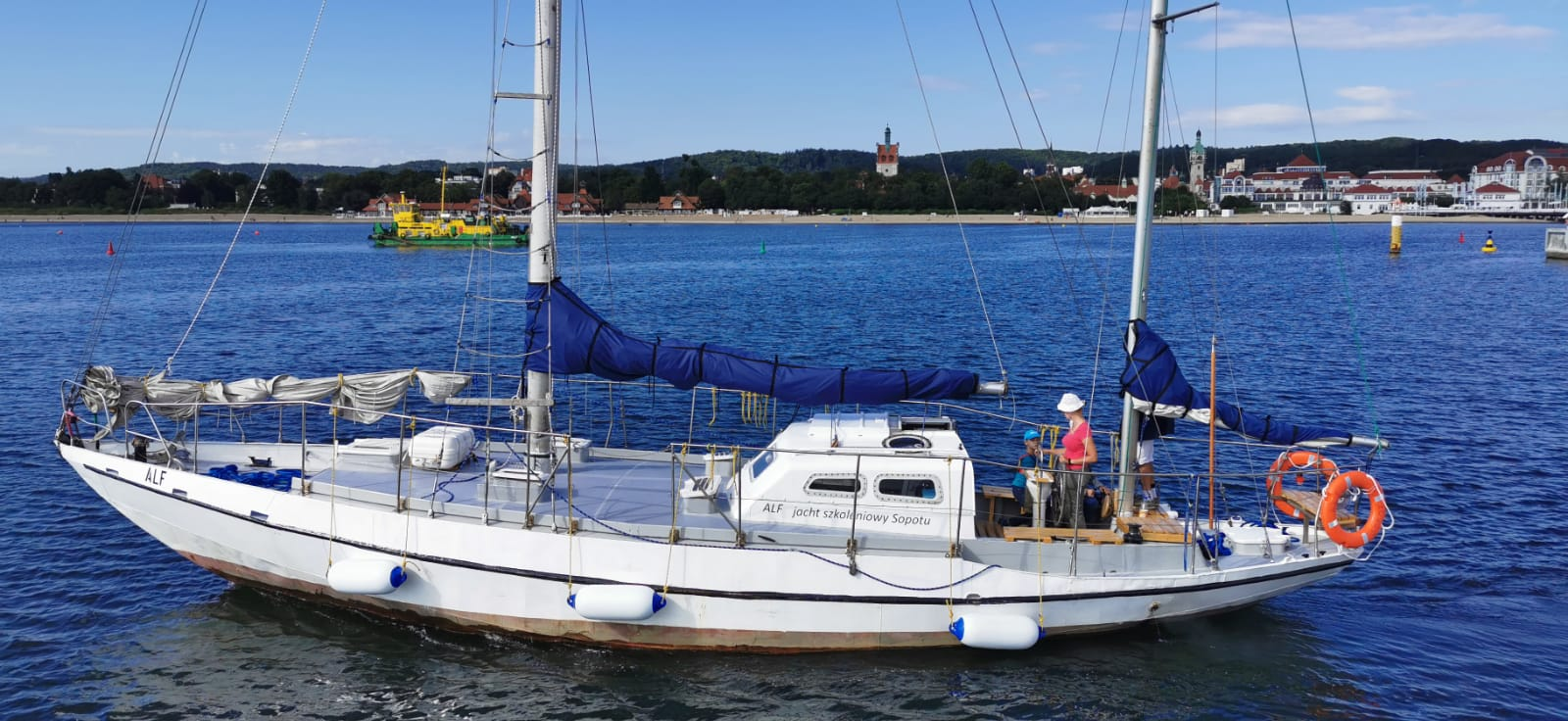
s/y Alf w okolicach molo w Sopocie

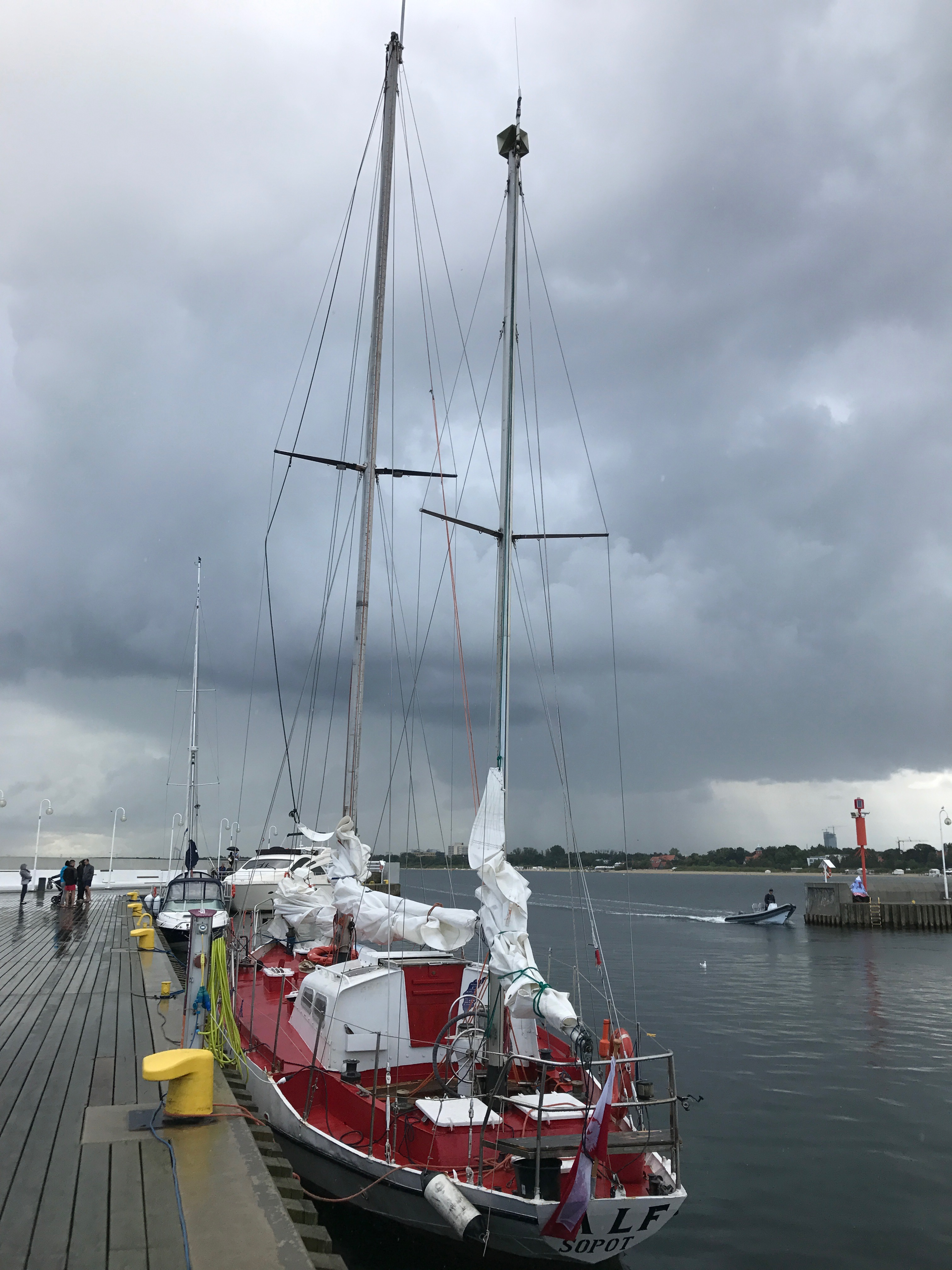
s/y Alf przy molo w Sopocie

Alf (VIII-PZ-16, od 1976: PZ-66, potem: POL-66) – zbudowany w 1969 roku w Stoczni Gdańskiej dla Harcerskiego Jacht Klubu Wodnik, w 1972 roku za rejs do Murmańska prowadzący jacht kpt. Bogdan Olszewski zdobył nagrodę Rejs Roku – Srebrny Sekstant. Później był własnością HOM Puck. W 2014r. kupiony przez Miasto Sopot z przeznaczeniem dla młodzieży. Nazwa jachtu została nadana ku uczczeniu Alfonsa (Alfa) Liczmańskiego.

### Asterias
Asterias (PZ-477, potem: POL-477) – zbudowany w 1975 roku w ZNTK Gliwice dla Śląskiego Yacht Klubu w Gliwicach. Dwukrotnie opłynął świat dookoła. Uszkodzony w prywatnym czarterze na rafie niedaleko Hawany, w lutym 1990 roku. Sprzedany następnie niemieckiemu armatorowi.

### Carbonia
Carbonia (PZ-28, potem POL-28) – zbudowany systemem gospodarczym w 1976 roku. Dziewiczy rejs odbył przez Kanal Kilonski, Plymouth, Casablankę, Wyspy Kanaryjskie, Wyspy Zielonego Przylądka, Barbados, Grenada,  na Jamajkę i Kubę. Właścicielem jednostki był Polski Związek Żeglarski a armatorem Katowicki OZŻ. Jacht w latach 90. XX w. został sprzedany i wyslipowany (pod nową nazwą Kapitan Morgan), by ostatecznie być złomowanym.

### Freya
Freya (VIII-PZ-14, od 1976: PZ-94, potem: POL-94) – zbudowany w 1968 roku w Stoczni Gdańskiej. Właścicielem jednostki był Yacht Klub Stoczni Gdańskiej, następnie przez wiele lat firma Mestwin & Freya Czartery. W 2018 roku Freya została przekazana przez osoby prywatne fundacji Kuźnia Wikingów, która przeprowadzi remont i odbudowę tej jednostki.

### Gerlach
Gerlach (POL 5963) – stalowy kadłub został zbudowany w stoczni w Płocku w 1981 roku. (J-80 Płock, numer budowy: 4) dla chorągwi łódzkiej ZHP i nigdy nie został zwodowany. Kolejnym właścicielem zostało Centrum Wychowania Morskiego ZHP w Gdyni. W roku 2004 kadłub został zakupiony przez obecnego właściciela, który ukończył budowę jachtu w maju 2006 roku.
Właścicielem i armatorem jachtu jest firma Yacht Charter Poland, a jego portem macierzystym jest Puck. Nazwa jachtu Gerlach pochodzi od nazwy najwyższego szczytu w Tatrach.

### Helius
Helius (PZ-218, potem: POL-218) – typ J-80 Płock, numer budowy 1, rok budowy 1986. Armatorem był Klub Morski PTTK Bryza z Warszawy. Jacht został zezłomowany w 2012 roku.

### Ina

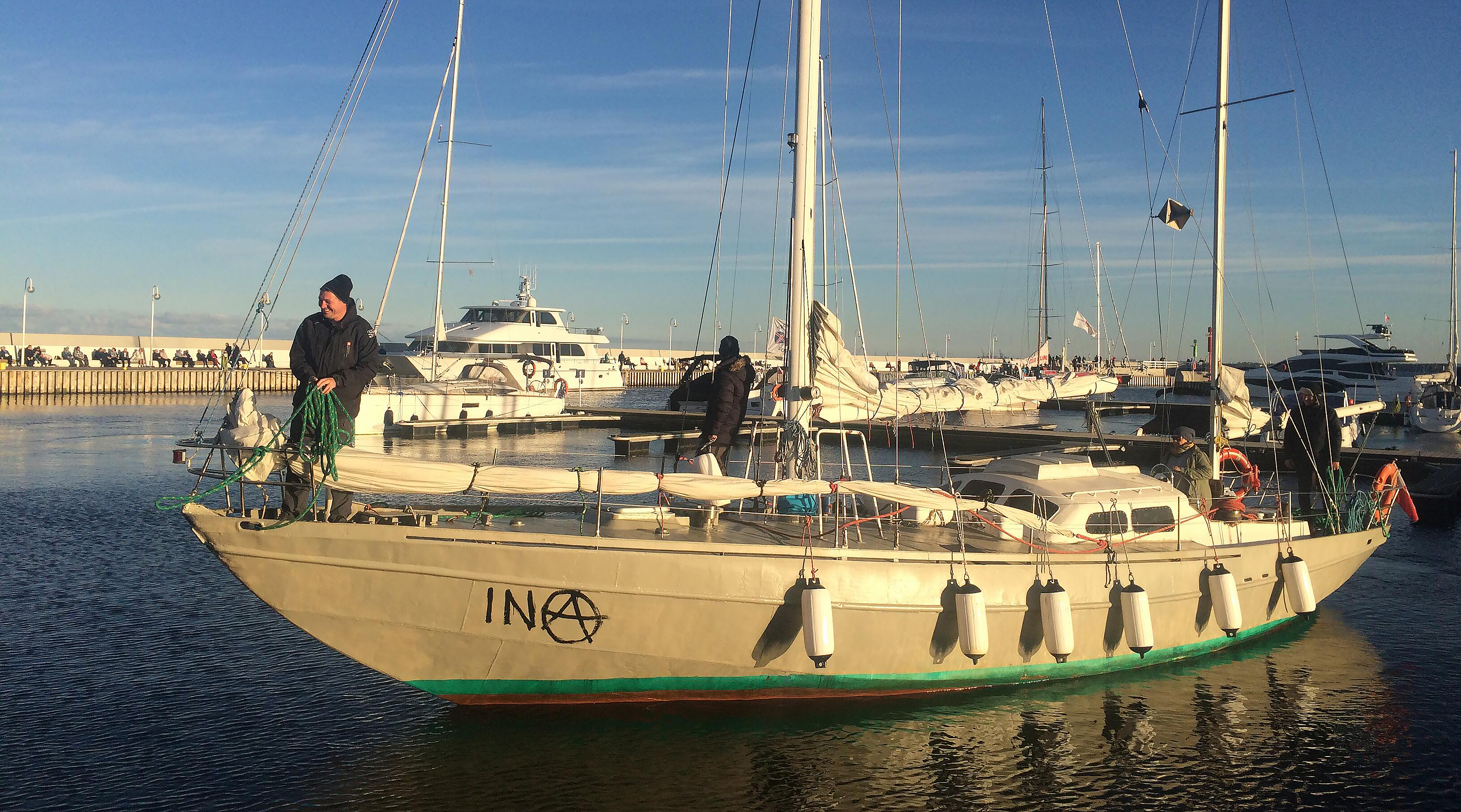
Ina w marinie Sopot jesienią 2018 r.

Ina (PZ-636, potem: POL-636) – typ J-80 Płock, numer budowy 2, rok budowy 1987. Kadłub zbudowany został w Płockiej Stoczni Rzecznej, następnie wyposażony przez Morską Stocznię Jachtową im. Leonida Teligi. Jacht powstał dla Polskiego Związku Żeglarskiego, a armatorem był COŻ – PZŻ w Trzebieży, obecnie jednostka należy do Fundacji Klasyczne Jachty, a portem macierzystym jest Gdańsk. Nazwa jachtu pochodzi od dopływu Odry, rzeki Iny.
Ina ma wymiary: długość 13,76 m, szerokość 3,56 m, zanurzenie 1,95 m. Posiada pomocniczy napęd w postaci silnika Perkins AD3.152UR o mocy 34,5 kW.
Jest to już drugi jacht o tej nazwie, poprzedni, noszący na żaglu numer PZ-36, wodowany był w 1961 roku i tak samo pływał w ośrodku żeglarskim w Trzebieży. Był to jacht typu Conrad II o powierzchni ożaglowania 52 m².

### Merkury
Merkury (PZ-306, potem: POL-306) – stalowy kadłub „Merkurego” zbudowany został w stoczni w Płocku (typ J-80 Płock, numer budowy 5). Jacht został wykończony systemem gospodarczym w 1984 roku. W 1998 roku odbył rejs z Amsterdamu wschodnią ścianą W. Brytanii do Kirkwall na Orkadach, potem na Atlantyk przez Pentland Firth, na Północne, na Szetlandy, do Stavanger i do Gdyni. Jacht dwukrotnie odbył rejs na Islandię w 2001 r. (Gdynia - Skagen - Kirkwall - Reykjavík - Lervik - Bergen - Gdynia) i 2004 r. (Gdynia - Bergen - Baltasound - Thornshavn - Seyðisfjörður - Stornoway - Ballycastle - Glasgow - Saint-Malo - Gdynia) r. Merkury wielokrotnie uczestniczył w regatach Tall Ship Races: 1996 r. Gdynia - Rostock - St. Petersburg - Helsinki - Gdynia; 2002 r. Gdynia - Brest - La Coruna - Kilonia - Gdynia - jacht zajął wtedy 4 miejsce w klasie najszybszych jachtów ze spinakierami; 2003 r. Gdynia - Turku - Ryga - Travemünde - Kopenhaga - Gdynia; 2004 r. Gdynia - Antwerpia – Aalborg – Stavanger – Cuxhaven - Gdynia, jacht otrzymał wtedy nagrodę za najmłodszą załogę na trasie regat, średnia wieku 21 lat. 2005 r.  Gdynia - Cherbourg - Newcastle - Fredrikstad - Gdynia.
Od 2012 roku armatorem jachtu jest Gdański Klub Morski LOK w Gdańsku. Uprzednio był nim Jacht Klub Morski Gryf w Gdyni (dawniej JKM LOK Gryf).

### Mestwin

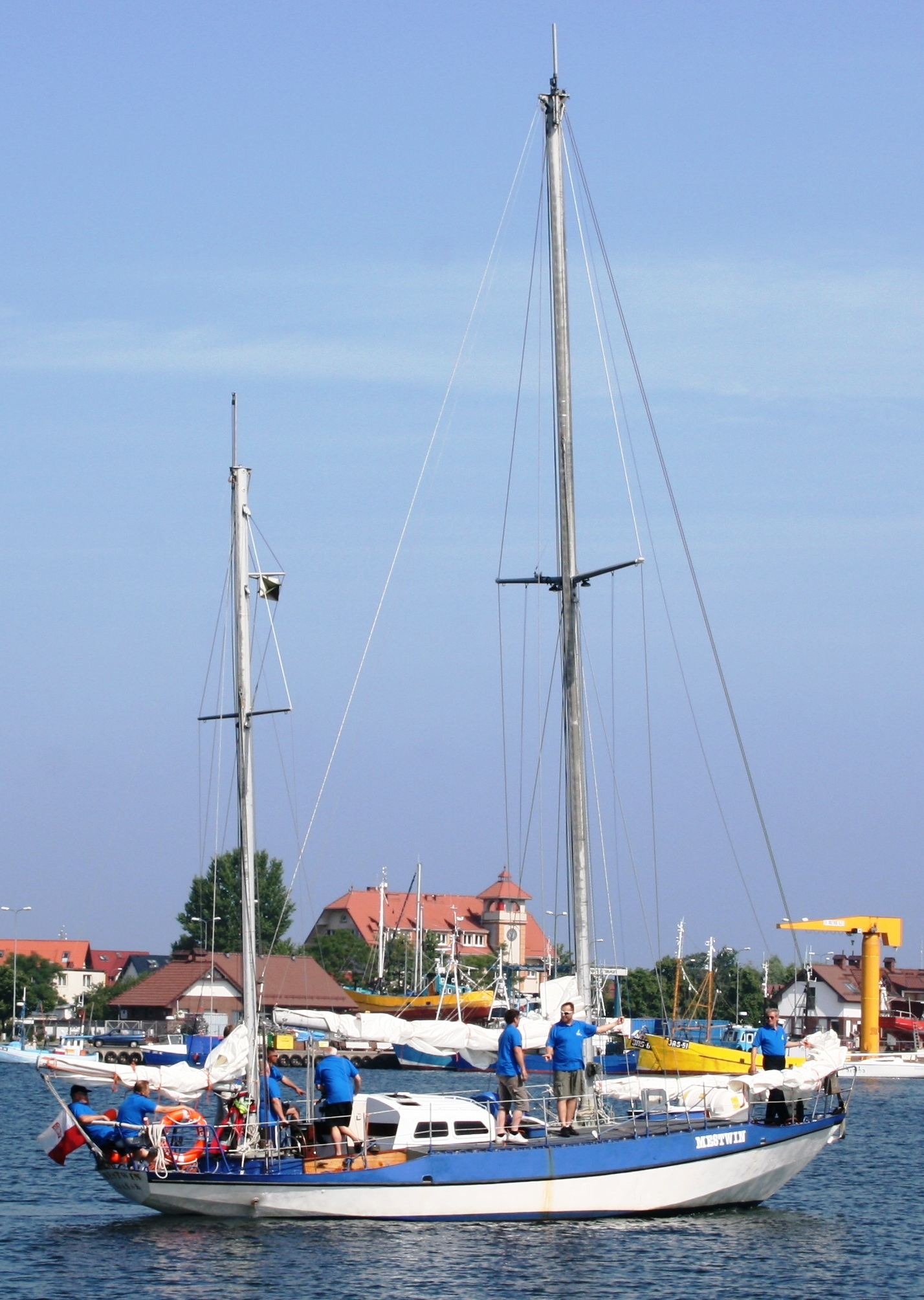
Mestwin w porcie w Jastarni

Mestwin (VIII-PZ-19, od 1976: PZ-69, potem: POL-69) – zbudowany w 1970 roku w Stoczni Gdańskiej na rejs do archipelagu Svalbard, zrealizowany w 1970 roku. Właścicielem jednostki był Yacht Klub Stoczni Gdańskiej, a obecnie jest nim firma Mestwin & Freya Czartery.
Mestwin to lokalna wersja imion gdańskich książąt, m.in. Mściwoja I gdańskiego i Mściwoja II.

### Miracle (Turawa)
Jacht został zbudowany w 2005 r. systemem gospodarczym. Przed 2014 rokiem eksploatowany był pod nazwą Turawa. Miracle (nr. rej. POL-8989) uległ pożarowi 2 czerwca 2016 roku. Jacht posiadał nieco dłuższy kadłub (14,16 m), silnik główny Yanmar 4JH3E o mocy 41,2 kW.

### Nitron
Nitron (PZ-1305) – zbudowany w latach 1975–1984 w ZTS „Nitron-Erg” w Krupskim Młynie, które były jego właścicielem; armator: YC „Hals” Kr. Młyn; chrzest: 25 maja 1985 roku; obecnie w rękach prywatnego właściciela. Jedyna ze śląskich „jotek”, która pływa do dziś. Na swoim koncie ma między innymi rejs dookoła świata, dwukrotną trawersatę Atlantyku, rejs do Islandii, Jan Mayen i Tromso oraz udział w szeregu „Tall Ships”. Był też pierwszym jachtem, który w 2004 roku zamknął pętlę dookoła półwyspu Skandynawskiego z przejściem przez kanał Białomorsko-Bałtycki.

### Odkrywca
Odkrywca (VIII-PZ-27, od 1976: PZ-16, potem: POL-16) – zbudowany systemem gospodarczym w 1972 roku. Armatorem było Centrum Wychowania Morskiego ZHP w Gdyni. Odbył m.in. rejs na Kubę w 1974 roku.

### Piana
Piana (PZ-634, potem: POL-634) – typ J-80 Płock, numer budowy 10, rok budowy 1987. Pierwszego października 1989 roku jacht dowodzony przez Macieja Szczepańskiego (byłego Prezesa Radiokomitetu) wysztrandował na plaży w Brzeźnie. Nazwa jachtu – Piana, pochodzi od cieśniny łączącej Zalew Szczeciński z Bałtykiem. Jacht co sezon pływał w rejsach stażowo-szkoleniowych po Morzu Bałtyckim, od kilku lat wyłączony z eksploatacji. Od 2018 roku w prywatnych rękach.
Od 1961 roku pod polską banderą pływał jacht o tej samej nazwie – Piana (V-PZ-24, PZ-124). Był to jacht typu Conrad II o powierzchni ożaglowania 52 m². Armatorem jachtu był COŻ PZŻ w Trzebieży.

### Rega
Rega (PZ-637, potem: POL-637) – typ J-80 Płock, numer budowy 7, rok budowy 1988. Nazwa jachtu – Rega, pochodzi od rzeki. Jacht, obecnie w prywatnych rękach, jest wyslipowany.

### Siemion
Siemion (PZ-1055, potem: POL-1055) – zbudowany systemem gospodarczym w latach 1976–1978 w P. M. „Kotłomontaż” w Siemianowicach Śląskich dla miejscowego jachtklubu „Siemion” pod nadzorem kapitana Mieczysława Millera i kierownictwem inżyniera Henryka Powrosło, przetransportowany transportem kołowym do Gliwic, a dalej barką „Żeglugi na Odrze” do macierzystego portu w Szczecinie, gdzie w stoczni jachtowej przeprowadzono prace wykończeniowe. Długość po pokładzie 13,6 m; szerokość 3,6 m; maszty aluminiowe; 9 koi; silnik pomocniczy Hydromarine 25 KM, 5 ton ołowiu zalane w kilu jako stały balast, oryginalny kolor granatowy. W stosunku do typowego projektu J-80 powiększono otwory w grodziach i przestrzeń pod pokładem, kadłub śrutowany i metalizowany, pokryty farbami chemoutwardzalnymi, aluminiowa nadbudówka z wejściem po prawej stronie, pokład wyłożony drewnem tekowym sprowadzonym z Afryki, rzeźbione drewniane koło sterowe. Chrzest w Szczecinie w maju 1979 roku; świadectwo morskie otrzymał 25 czerwca 1979 roku i jeszcze tej samej nocy wypłynął pod dowództwem kapitana Jerzego Kisielewskiego w dziewiczy rejs na Islandię przez cieśniny duńskie. Był to pierwszy rejs śląskiego jachtu na Islandię, w którym wziął udział m.in. reżyser Antoni Halor, twórca filmu dokumentalnego „Jacht” przedstawiającego historię i okoliczności budowy tej jednostki. W kolejnych sezonach jacht „Siemion” pływał m.in. po Morzu Śródziemnym i Morzu Czarnym. Oficjalnie został zezłomowany pomiędzy 1990 i 1992 rokiem, jakkolwiek istnieją poszlaki, że mógł zostać sprzedany nieznanemu armatorowi.

### Syrenka
Syrenka (PZ-2311, potem: POL-2311) – typ J-80 Płock, numer budowy 8, rok budowy 2002. Obecnie należy do osób prywatnych. W bogatym dorobku pływań „Syrenki” można znaleźć min. wyprawę poza Północny Krąg Podbiegunowy na Spitzbergen w Archipelagu Svalbard (2004). W 2006 roku odbył rejs na Wyspy Owcze i Norwegii z załogą Klubu Morskiego HORN z Kielc, prowadzącym był kapitan Adam Rogaliński, a w 2007 roku na Islandię, pod tym samym dowództwem.

### Śniadecki
Śniadecki (PZ-2144, potem: PZ-2144) – typ J-80 Płock, numer budowy 3, rok budowy 1990. Armatorem jest Żeglarski Ośrodek Morski AWF w Gdańsku.

### Tropiciel
Tropiciel (VIII-PZ-26, od 1976: PZ-15, potem: POL-15) – zbudowany systemem gospodarczym w 1972 roku. Armatorem było Centrum Wychowania Morskiego ZHP w Gdyni, a od lat 80. – HOM Kołobrzeg. W latach 1984–1986 odbył rejs dookoła świata szlakiem Władysława Wagnera, zdobywając nagrodę Rejs Roku – Srebrny Sekstant. Jacht przepłynął 33840 mil morskich, odwiedzając 45 wysp, 16 mórz, 3 oceany, oraz 85 portów i kotwicowisk. W roku 1996 sprzedany żeglarzowi z Holandii.

### Wołodyjowski
Wołodyjowski (PZ-1056) – to konstrukcyjnie dopracowana „Jotka” (z szeroką rufą i aluminiową nadbudówką). Jacht zbudowano w 1979 roku w Stoczni Północnej dla Yacht Klubu Stal Stoczni Północnej (obecnie YK Północny) w Gdańsku. Wołodyjowskiego projektowano z myślą o żegludze w najcięższych warunkach pogodowych oraz o sprawnym przemierzaniu północnych rejonów globu (kierunek Spitsbergen). Dzięki 10 cm izolacji kadłuba i dodatkowemu balastowi jacht jest cichy, ciepły i stabilny na fali. W sezonie 2014 jacht doposażono i rozpoczęto prace modernizacyjno-remontowe.